# Domen Dornik
Domen Dornik, slovenski triatlonec, * 5. november 1991, Trbovlje.
Dornik je slovenski profesionalni triatlonec. Rojen v Trbovljah, kjer je obiskoval osnovno šolo. S športom se je začel ukvarjati pri šestih letih, ko se je vpisal v lokalni plavalni klub Lafarge Trbovlje. Leta 2013 se je podal v triatlon in 29. maja 2016 osvojil 27. mesto na članskem evropskem prvenstvu v triatlonu, ki je potekalo v Lizboni.